# 令和アニソン大賞
令和アニソン大賞（れいわアニソンたいしょう）は、2019年から開催されている日本のアニメソングに関する賞。主催はソニー・ミュージックレーベルズ。通称は「アニソン大賞」。正式タイトルは実施年の和暦が入り「令和○年アニソン大賞」となる。

## 概要
2019年にソニーミュージックが企画した平成時代のアニメソングを取りまとめて表彰するキャンペーン「平成アニソン大賞」から派生する形で、同企画に関わったアニメソング専門家による選考とユーザーによる投票をもとにその年に発売・発売予定のアニメソングを表彰する。
2019年12月に開かれた平成アニソン大賞の派生イベント「平成アニソン大賞大ヒット記念～年忘れトークSP～」にて「令和元年アニソン大賞」として第1回を発表、以降毎年行われており12月にロフトプラスワン（2024年のみ翌年1月に阿佐ヶ谷ロフトAで開催）にて全選考員が出演しての受賞発表イベントを開催する。

## 選考員
- 冨田明宏 - 音楽評論家・プロデューサー
- 吉田尚記 - ニッポン放送アナウンサー
- 齋藤P（齋藤光二） - MAGES. Animelo Summer Liveゼネラルプロデューサー
- DJ和 - アニメソングDJ
- 前田久 - アニメライター

過去
- 松原正泰 - アニメイト オーディオビジュアル部門バイヤー（2019-2021年）

## 各賞
- 令和◯年アニソン大賞 - 全部門のノミネートから、1年間を象徴する楽曲に贈る。
- 令和◯年裏アニソン大賞 - 大賞に準じる強い話題性を集めた楽曲に贈る[3]。
- 作品賞 - 社会的・アニメソング業界的に最も世の中を賑わせ注目された楽曲に贈る。
- 作詞賞、作曲賞、編曲賞 - 作詞・作曲・編曲各分野にて独創的で話題になった楽曲に贈る。
- 声優ソング賞 - 声優アーティスト楽曲の分野で大衆に支持され話題になった楽曲に贈る。
- キャラクターソング賞 - キャラクターソロ名義・キャラクターユニット名義等キャラクターソングの分野で大衆に支持され話題になった楽曲に贈る。
- アーティストソング賞 - J-POPアーティスト歌唱のアニメソングで大衆に支持され話題になった楽曲に贈る。
- 企画賞 - 斬新な企画意図をもって製作された楽曲に贈る。
- 新人賞 - 対象年度内において個人名義でアーティストデビューした中から大衆に支持され、今後の大きな活躍が期待されるアーティストに贈る。作品単発の楽曲や企画作品は除外とする。
- ユーザー投票賞 - 一般からのユーザー投票により選考、最多得票を受けた楽曲に贈る。
- 歌唱賞 - アーティストの優れた歌唱・表現力により、作品がより大衆に届けられた楽曲に贈る。2024年に新設[4]。
- アニカラ賞　- 多くのアニメソングカラオケファンから「この曲はカラオケで歌うと盛り上がった」と支持された楽曲に贈る。2024年に新設[4]。DAMのアニメソング関連企画「DAMアニメ部」協力のもとXフォロー・ポストキャンペーンを行いハッシュタグ「#今年一番のアニカラ」を用いてカラオケユーザーから寄せられたその年に最も歌ったアニメソング楽曲のポスト投稿を参考とし、投稿者の中から受賞発表イベントのチケットが抽選でプレゼントされる[5]。

## 歴代大賞受賞曲
| 回数 | 開催年             | 曲名                             | 歌手名       | 作品                                            |
| ---- | ------------------ | -------------------------------- | ------------ | ----------------------------------------------- |
| 1    | 令和元年（2019年） | 紅蓮華                           | LiSA         | 鬼滅の刃 第1期OP                                |
| 2    | 令和2年（2020年）  | 炎                               | LiSA         | 劇場版 鬼滅の刃 無限列車編OP                    |
| 2    | 令和2年（2020年）  | DADDY! DADDY! DO! feat. 鈴木愛理 | 鈴木雅之     | かぐや様は告らせたい?〜天才たちの恋愛頭脳戦〜OP |
| 3    | 令和3年（2021年）  | One Last Kiss                    | 宇多田ヒカル | シン・エヴァンゲリオン劇場版 主題歌             |
| 4    | 令和4年（2022年）  | KICK BACK                        | 米津玄師     | チェンソーマン OP                               |
| 5    | 令和5年（2023年）  | アイドル                         | YOASOBI      | 【推しの子】 第1期OP                            |
| 6    | 令和6年（2024年）  | Bling-Bang-Bang-Born             | Creepy Nuts  | マッシュル-MASHLE- 神覚者候補選抜試験編OP       |

## 各年詳細

### 令和元年
令和改元後の2019年5月1日から12月末まで発売のアニメソング作品を選考対象として、選考員と11月20日から12月1日にかけての一般投票をもとに大賞を選定。12月6日にロフトプラスワンで開催されたミックスアルバム「平成アニソン大賞 mixed by DJ和」の売上枚数55,555枚突破を記念したトークイベント「平成アニソン大賞大ヒット記念〜年忘れトークSP〜」にて冨田明宏、斎藤P、DJ和、前田久、松原正泰、吉田尚記が出演し大賞ノミネート楽曲や落選楽曲に関するトーク、「令和元年アニソン大賞」の結果発表を実施。
| 賞     | 曲名     | 歌手名   | 作品                                                              |
| ------ | -------- | -------- | ----------------------------------------------------------------- |
| 大賞   | 紅蓮華   | LiSA     | 鬼滅の刃 OP                                                       |
| 特別賞 | エイミー | 茅原実里 | ヴァイオレット・エヴァーガーデン 外伝 -永遠と自動手記人形- 主題歌 |

### 令和2年
2020年11月26日から12月4日にかけて一般投票を行い、12月4日に2部構成で全審査員出演によるオンラインイベント「令和2年アニソン大賞ノミネート発表特番〜2020年末SP〜」を開催。第1部「令和2年アニソン大賞選考会議」はツイキャスを用いて有料配信、第2部「令和2年アニソン大賞ノミネート発表特番」はYoutube Liveで無料配信とした。
| 賞                   | 曲名                            | 歌手名             | 作品                                                                            | 備考                     |
| -------------------- | ------------------------------- | ------------------ | ------------------------------------------------------------------------------- | ------------------------ |
| 大賞                 | 炎                              | LiSA               | 劇場版 鬼滅の刃 無限列車編 主題歌                                               |                          |
| 大賞                 | DADDY! DADDY! DO! feat.鈴木愛理 | 鈴木雅之           | かぐや様は告らせたい? 〜天才たちの恋愛頭脳戦〜 OP                               |                          |
| 作品賞               | 炎                              | LiSA               | 劇場版 鬼滅の刃 無限列車編 主題歌                                               |                          |
| 作詞賞               | WILL                            | TRUE               | 劇場版 ヴァイオレット・エヴァーガーデン 主題歌                                  | 作詞：唐沢美帆           |
| 作曲賞               | 乙女のルートはひとつじゃない!   | angela             | 乙女ゲームの破滅フラグしかない悪役令嬢に転生してしまった… OP                    | 作曲：atsuko、KATSU      |
| 編曲賞               | 再生讃美曲                      | スタァライト九九組 | 劇場版再生産総集編 少女☆歌劇 レヴュースタァライト ロンド・ロンド・ロンド 主題歌 | 編曲：佐藤純一 （fhána） |
| 声優ソング賞         | PARADOX                         | 雨宮天             | 理系が恋に落ちたので証明してみた。OP                                            |                          |
| キャラクターソング賞 | 恋のうた（feat.由崎司）         | Yunomi             | トニカクカワイイ OP                                                             |                          |
| アーティストソング賞 | Easy Breezy                     | chelmico           | 映像研には手を出すな! OP                                                        |                          |
| 新人賞               | ハミダシモノ                    | 楠木ともり         | 魔王学院の不適合者 〜史上最強の魔王の始祖、転生して子孫たちの学校へ通う〜ED     |                          |
| ユーザー投票賞       | NAVIGATOR                       | SixTONES           | 富豪刑事 Balance:UNLIMITED OP                                                   |                          |
| 特別賞               | -                               | 上田麗奈           |                                                                                 |                          |

### 令和3年
2021年11月26日から12月16日にかけ事前ユーザー投票を実施し、12月17日に全審査員出演により開催された。イベントは前年と異なり有観客開催とし、全編をYoutubeで無料配信とした。
| 賞                   | 曲名                                     | 歌手名                                                           | 作品                                         | 備考                                 |
| -------------------- | ---------------------------------------- | ---------------------------------------------------------------- | -------------------------------------------- | ------------------------------------ |
| 大賞 作品賞          | One Last Kiss                            | 宇多田ヒカル                                                     | シン・エヴァンゲリオン劇場版 主題歌          |                                      |
| 裏大賞               | うまぴょい伝説 (TV Size) [Season 2 Ver.] | Various Artists                                                  | ウマ娘 プリティーダービー Season2最終回ED    |                                      |
| 作品賞               | 愛のシュプリーム!                        | fhána                                                            | 小林さんちのメイドラゴンS OP                 |                                      |
| 作詞賞               | ないない                                 | ReoNa                                                            | シャドーハウス ED                            | 作詞：ハヤシケイ・ 毛蟹（LIVE LAB.） |
| 作曲賞               | Cry Baby                                 | Official髭男dism                                                 | 東京リベンジャーズ OP                        | 作曲：藤原聡                         |
| 編曲賞               | 私たちはもう舞台の上                     | スタァライト九九組 愛城華恋（小山百代） 神楽ひかり（三森すずこ） | 劇場版 少女☆歌劇 レヴュースタァライト 主題歌 | 編曲：佐藤純一 （fhána）             |
| ユーザー投票賞       | 私たちはもう舞台の上                     | スタァライト九九組 愛城華恋（小山百代） 神楽ひかり（三森すずこ） | 劇場版 少女☆歌劇 レヴュースタァライト 主題歌 |                                      |
| 声優ソング           | ピンキーフック                           | 麻倉もも                                                         | カノジョも彼女 ED                            |                                      |
| キャラクターソング賞 | がんばれ!蜘蛛子さんのテーマ              | 「私」（悠木碧）                                                 | 蜘蛛ですが、なにか? 前期ED                   |                                      |
| アーティストソング賞 | 怪物                                     | YOASOBI                                                          | BEASTARS 第2期OP                             |                                      |
| 企画賞               | ODDTAXI                                  | スカートとPUNPEE                                                 | オッドタクシー OP                            |                                      |
| 新人賞               | Elder flower                             | 大西亜玖璃                                                       | 精霊幻想記 ED                                |                                      |
| 特別賞               | -                                        | DIALOGUE+                                                        | -                                            |                                      |

### 令和4年
2022年11月14日から12月15日にかけて事前ユーザー投票を実施し、12月16日に発表イベントを開催。イベントは2部制で第2部の受賞作品発表をYoutubeで無料配信とした。 
| 賞                    | 曲名                         | 歌手名           | 作品                                      | 備考             |
| --------------------- | ---------------------------- | ---------------- | ----------------------------------------- | ---------------- |
| 大賞                  | KICK BACK                    | 米津玄師         | チェンソーマン OP                         |                  |
| 裏大賞 ユーザー投票賞 | 花の塔                       | さユり           | リコリス・リコイル ED                     |                  |
| 作品賞                | 新時代                       | Ado              | ONE PIECE FILM RED主題歌                  |                  |
| 作詞賞                | 悪魔の子                     | ヒグチアイ       | 進撃の巨人The Final Season Part2 ED       | 作詞：ヒグチアイ |
| 作曲賞                | 燦々デイズ                   | スピラ・スピカ   | その着せ替え人形は恋をする OP             | 作曲：寺西裕二   |
| 編曲賞                | シャル・ウィ・ダンス?        | ReoNa            | シャドーハウス 第2期OP                    | 編曲：小松一也   |
| 声優ソング賞          | 共感されなくてもいいじゃない | 高橋李依         | 悪役令嬢なのでラスボスを飼ってみました OP |                  |
| キャラクターソング賞  | 青春コンプレックス           | 結束バンド       | ぼっち・ざ・ろっく! OP                    |                  |
| アーティストソング賞  | ミックスナッツ               | Official髭男dism | SPY×FAMILY 前期OP                         |                  |
| 企画賞                | チキチキバンバン             | QUEENDOM         | パリピ孔明 OP                             |                  |
| 新人賞                | ハニージェットコースター     | なすお☆          | 可愛いだけじゃない式守さん OP             |                  |
| 特別賞                | -                            | RAISE A SUILEN   | BanG Dream!                               |                  |

### 令和5年
2023年11月24日から12月14日にかけて事前ユーザー投票を実施し12月8日にYouTubeにてノミネート発表特番を配信、12月15日のイベント「令和5年アニソン大賞〜年末SP〜」にて全選考員出演により本選考と受賞曲発表を行った。
| 賞                   | 曲名                                  | 歌手名                   | 作品                                             | 備考             |
| -------------------- | ------------------------------------- | ------------------------ | ------------------------------------------------ | ---------------- |
| 大賞 作品賞          | アイドル                              | YOASOBI                  | 【推しの子】 第1期OP                             |                  |
| 裏大賞               | 二千年…若しくは… 二万年後の君へ・・・ | Linked Horizon           | 進撃の巨人 The Final Season 完結編（後編）主題歌 |                  |
| ユーザー投票賞       | Salvia                                | BE：FIRST                | 範馬刃牙 地上最強の親子喧嘩編 ED                 |                  |
| 作詞賞               | いってらっしゃい                      | ヒグチアイ               | 進撃の巨人 The Final Season 完結編ED             | 作詞：ヒグチアイ |
| 作曲賞               | uni-verse                             | オーイシマサヨシ         | グリッドマン ユニバース 主題歌                   | 作曲：大石昌良   |
| 編曲賞               | アイデン貞貞メルトダウン              | えなこ feat. P丸様。     | お兄ちゃんはおしまい! OP                         | 編曲：やしきん   |
| 声優ソング賞         | JUNGLE FIRE feat.MOTSU                | 芹澤優                   | MFゴースト OP                                    |                  |
| キャラクターソング賞 | 壱雫空                                | MyGO!!!                  | BanG Dream! It's MyGO!!!!! OP                    |                  |
| アーティストソング賞 | メフィスト                            | 女王蜂                   | 【推しの子】 ED                                  |                  |
| 企画賞               | メガネゴーラウンド                    | マサヨシがめがねを忘れた | 好きな子がめがねを忘れた ED                      |                  |
| 新人賞               | ドラマチックに恋したい                | 小玉ひかり               | カノジョも彼女 第2期OP                           |                  |
| 特別賞               | -                                     | -                        | プリキュアシリーズ                               |                  |

### 令和6年
2024年12月5日から12月15日にDAMアニメ部Xでのアニカラ賞キャンペーン投稿募集・2025年1月10日にかけてユーザー投票賞投票を実施し、12月27日にノミネート・ユーザー投票賞中間結果を発表。2025年1月13日の阿佐ヶ谷ロフトAでのイベント「令和6年アニソン大賞～新春SP～」にて全選考員出演により本選考と受賞曲発表を行った。
| 賞                              | 曲名                                      | 歌手名                          | 作品                                         | 備考                 |
| ------------------------------- | ----------------------------------------- | ------------------------------- | -------------------------------------------- | -------------------- |
| 大賞 作品賞                     | Bling-Bang-Bang-Born                      | Creepy Nuts                     | マッシュル-MASHLE 神覚者候補選抜試験編 OP    |                      |
| 裏大賞                          | 該当作なし                                |                                 |                                              |                      |
| ユーザー投票賞                  | Sailing                                   | BE:FIRST                        | SPECIAL EDITED VERSION ONE PIECE 魚人島編 ED |                      |
| 作詞賞                          | ReCoda                                    | TRUE                            | 響け!ユーフォニアム3 OP                      | 作詞：唐沢美帆       |
| 作詞賞                          | 音色の彼方                                | 北宇治カルテット                | 響け!ユーフォニアム3 ED                      | 作詞：ZAQ            |
| 作曲賞                          | ファタール                                | GEMN                            | 【推しの子】 第2期OP                         | 作曲：Tatsuya Kitani |
| 編曲賞                          | 鎌倉STYLE                                 | ぼっちぼろまる                  | 逃げ上手の若君 ED                            | 編曲：ぼっちぼろまる |
| 声優ソング賞                    | 愛 for you!                               | i☆Ris                           | i☆Ris the Movie-Full Energy!!- 主題歌        |                      |
| キャラクターソング賞 アニカラ賞 | ババーンと推参! バーンブレイバーン        | バーンブレイバーン （鈴村健一） | 勇気爆発バーンブレイバーン OP                |                      |
| アーティストソング賞            | オレンジ                                  | SPYAIR                          | 劇場版ハイキュー!! ゴミ捨て場の決戦 主題歌   |                      |
| 企画賞                          | シカ色デイズ                              | シカ部                          | しかのこのこのここしたんたん OP              |                      |
| 新人賞                          | 闇夜のダンサー -Dancer in the Dark Night- | 音羽-otoha-                     | シャングリラ・フロンティア 2nd season ED1    |                      |
| 歌唱賞                          | FREEDOM                                   | 西川貴教 with t.komuro          | 機動戦士ガンダムSEED FREEDOM 主題歌          |                      |
| 特別賞                          | -                                         | トゲナシトゲアリ                | ガールズバンドクライ                         |                      |

### ユニットメンバー
1. 1 2  内山悠里菜、稗田寧々、守屋亨香、緒方佑奈、鷹村彩花、宮原颯希、飯塚麻結、村上まなつ
2. ↑  愛城華恋（小山百代）、神楽ひかり（三森すずこ）、天堂真矢（富田麻帆）、星見純那（佐藤日向）、露崎まひる（岩田陽葵）、大場なな（小泉萌香）、西條クロディーヌ（相羽あいな）、石動双葉（生田輝）、花柳香子（伊藤彩沙）
3. ↑  スペシャルウィーク (和氣あず未)、サイレンススズカ (高野麻里佳)、トウカイテイオー (Machico)、ウオッカ (大橋彩香)、ダイワスカーレット (木村千咲)、ゴールドシップ (上田瞳)、メジロマックイーン (大西沙織)、シンボリルドルフ (田所あずさ)、ナイスネイチャ (前田佳織里)、ツインターボ (花井美春)、イクノディクタス (田澤茉純)、マチカネタンホイザ (遠野ひかる)、メジロパーマー (のぐちゆり)、ダイタクヘリオス (山根綺)、ミホノブルボン (長谷川育美)、ライスシャワー (石見舞菜香)、ビワハヤヒデ (近藤唯)、ナリタタイシン (渡部恵子)、ウイニングチケット (渡部優衣)、キタサンブラック (矢野妃菜喜)、サトノダイヤモンド (立花日菜)、マルゼンスキー (Lynn)、マヤノトップガン (星谷美緒)、ヒシアケボノ (松嵜麗)、エアグルーヴ (青木瑠璃子)、マチカネフクキタル (新田ひより)、メイショウドトウ (和多田美咲)、セイウンスカイ (鬼頭明里)、グラスワンダー (前田玲奈)、エルコンドルパサー (髙橋ミナミ)、サクラバクシンオー (三澤紗千香)、メジロライアン (土師亜文)、メジロドーベル (久保田ひかり)、ナリタブライアン (衣川里佳)
4. ↑  澁谷かのん（伊達さゆり）、唐可可（Liyuu）、嵐千砂都（岬なこ）、平安名すみれ（ペイトン尚未）、葉月恋（青山なぎさ）
5. ↑  源さくら（本渡楓）、二階堂サキ（田野アサミ）、水野愛（種田梨沙）、紺野純子（河瀬茉希）、ゆうぎり（衣川里佳）、星川リリィ（田中美海）
6. ↑  ほわん（遠野ひかる）、マシマヒメコ（夏吉ゆうこ）、デルミン（和多田美咲）、ルフユ（山根綺）
7. ↑  湊友希那（相羽あいな）、氷川紗夜（工藤晴香）、今井リサ（中島由貴）、宇田川あこ（櫻川めぐ）、白金燐子（志崎樺音）
8. 1 2  スペシャルウィーク（和氣あず未）、サイレンススズカ（高野麻里佳）、トウカイテイオー（Machico）、ウオッカ（大橋彩香）、ダイワスカーレット（木村千咲）、ゴールドシップ（上田瞳）、メジロマックイーン（大西沙織）
9. ↑  闇雲（JUNNA）、闇フレイア（鈴木みのり）、闇カナメ（安野希世乃）、闇レイナ（東山奈央）、闇マキナ（西田望見）
10. ↑  阪本やよい（伊藤彩沙）、高橋よもぎ（愛美）、細野ゆず（佐々木未来）、清鶴かな（相良茉優）、天野ちとせ（相羽あいな）、秋鹿いろは（黒木ほの香）、藪北さえか（北守さいか）、城ケ崎ひかり（若井友希）、白壁まこ（小原莉子）、小松崎みゆ（櫻川めぐ）、牛久みさお（豊田萌絵）、笠間ひな（葉月ひまり）、六香亭ゆいな（小島菜々恵）、石屋もね（鈴木愛奈）、北斗ちほり（小山百代）
11. ↑  勇次郎（内山昂輝）、愛蔵（島﨑信長）
12. ↑  レイヤ（Raychell）、ロック（小原莉子）、マスキング（夏芽）、パレオ（倉知玲鳳）、チュチュ（紡木吏佐）
13. ↑  明日小路（村上まなつ）、木崎江利花（雨宮天）、兎原透子（鬼頭明里）、古城智乃（若山詩音）、谷川景（関根明良）、鷲尾瞳（石上静香）、水上りり（石川由依）、平岩蛍（麻倉もも）、四条璃生奈（田所あずさ）、神黙根子（伊藤美来）、龍守逢（伊瀬茉莉也）、峠口鮎美（三上枝織）、蛇森生静（神戸光歩）、苗代靖子（本渡楓）、戸鹿野舞衣（白石晴香）、大熊実（小原好美）
14. ↑  高松燈（羊宮妃那）、千早愛音（立石凛）、要楽奈（青木陽菜）、長崎そよ（小日向美香）、椎名立希（林鼓子）
15. 1 2 3  小村くん（伊藤昌弘）と三重さん（若山詩音）とオーイシマサヨシ
16. ↑  ドロリス（佐々木李子）、モーティス（渡瀬結月）、ティモリス（岡田夢以）、アモーリス（米澤茜）、オブリビオニス（高尾奏音）
17. 1 2  黄前久美子（黒沢ともよ）、加藤葉月（朝井彩加）、川島緑輝（豊田萌絵）、高坂麗奈（安済知佳）
18. 1 2 3 4  鹿乃子のこ（潘めぐみ）、虎視虎子（藤田咲）、虎視餡子（田辺留依）、馬車芽めめ（和泉風花）
19. 1 2 3 4 5  井芹仁菜（理名）、河原木桃香（夕莉）、安和すばる（美怜）、海老塚智（凪都）、ルパ（朱李）